# Кристал Стил
Кристал Стил (англ. Krystal Steal, урождённая Брэнди Мари Макклири, англ. Brandy Marie McCleary; род. 29 ноября 1982 года, Ирвайн, Ориндж, Калифорния, США) — американская порноактриса.

## Биография
До прихода в порноиндустрию, в 17 лет Стил работала стриптизёршей, используя поддельное удостоверение личности. В порнобизнесе она дебютировала в 2001 году. Стил также снималась для множества мужских журналов, таких как Hustler. Снялась в клипе группы Atreyu «Right Side Of The Bed».
Кристал Стил любит путешествовать (любимая страна — Египет), ей нравятся экстремальные виды спорта (сноуборд). Несмотря на то, что Стил слушает много различной музыки, любимым стилем она называет тяжёлую музыку, самые любимые группы Стил: Nothingface, Motograter, Eths, Tribal Ink, Korzus, Atreyu, Pentagram, Hotwire, Rob Zombie, Element Eighty.

## Премии и номинации
- 2003 номинация на AVN Award в категории «лучшая лесбийская сцена, видео» — Four Finger Club 21[4]
- 2004 NightMoves Award в категории «старлетка года»[5]
- 2006 номинация на  AVN Award — «лучшая сцена стриптиза» — My Plaything: Krystal Steal[6]
- 2006 номинация на AVN Award в категории «лучшая лесбийская сцена» — Krystal Method[6]
- 2006 номинация на AVN Award в категории «лучшая парная сцена, видео» — Krystal Method[6]
- 2007 номинация на AVN Award в категории «лучшая парная сцена, фильм» — Jenna’s Provocateur[7][8]